# Мишна

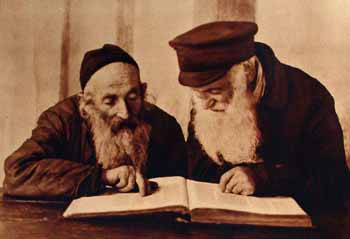
Пинские евреи читают Мишну (1924)

Мишна́ (от ивр. מִשְׁנָה‎, дословно — «повторение») — древнееврейский религиозно-юридический сборник; древнейший после Библии сборник законов; письменный текст, содержащий в себе основополагающие религиозные предписания ортодоксального иудаизма.
Согласно еврейской традиции, Мишна является частью устного Закона, преподанного Всевышним Моисею на горе Синай вместе с письменным Законом (Торой) и записанного позднее.
Окончательная редакция составлена рабби Иехудой ха-Наси (последним из таннаимов, т. e. учителей фарисейского направления) в 189—219 годы н. э.; в ней собраны и распределены по отделам и трактатам те толкования и дополнения к Писанному закону, которые служили руководством в религиозной практике — как совокупность иудейских традиций, возникших ещё до начала III века до н. э.. В этом смысле Мишна означает Устный Закон в противоположность письменному. В широком смысле под термином Мишна понимают и галахические мидрашим и Тосефту — толкования к Мишне.
Мишна не является сборником законов в общепринятом смысле, так как в большинстве случаев в ней приводятся и ставятся рядом различные мнения древних законоучителей, без указания окончательного решения. Тосефта, как сборник, составлена на тех же основах и в той же форме, как и Мишна, а Мехилта, Сифра и Сифре показывают, как возник в каждом отдельном случае устный закон из закона писанного — прямо из текста или опираясь на содержавшийся намёк. Они представляют собой непрерывный галахический (о праве) и аггадический (о морали) комментарий к Св. Писанию: дошедшая до нас часть Мехилты — к Книге Исход, Сифра — к Книге Левит, а Сифре — к Книге Чисел и Второзаконию.
Следом за составлением Мишны её стали объяснять в школах вместе со Св. Писанием, стараясь привести её к источнику — к Библии или к более древним, действительным или предполагаемым, традициям. Тосефта, Мехилта, Сифра, Сифре и другие подобные произведения, которые не дошли до нас или дошли лишь в отрывках, также стали предметом исследования. Все суждения, высказанные амораями (אָמוֹרָאִים‎, амораим — «объясняющие») при изучении Мишны и подобных ей сочинений в течение 300 лет в высших школах Палестины и Вавилонии, а также все мнения, выраженные во время прений, — всё это собиралось и заносилось в хаотическое собрание протоколов — Талмуд. Труд амореев называется Гемарой, это род комментария на Мишну; Мишна и Гемара вместе составляют Талмуд. Мишна только одна, Гемар же — две, иерусалимская и вавилонская.
Число трактатов Мишны — 63; в Гемаре вавилонской — 37 трактатов, в Гемаре иерусалимской — 39.

## Этимология
Слово мишна (משנה‎) происходит от корня ש-נ-ה (шин-нун-хе), означающего «заучивание» или «повторение». Вариация этого корня в том же значении встречается и в других семитских языках: ср. арамейское слово танна (תנא) и арабское слово сунна (سنة‎).

## История написания
Мишна была собрана и отредактирована в конце II — начале III века н. э. раввином Иехудой ха-Наси, который известен как просто «Рабби». Почти весь текст написан на иврите, за исключением нескольких стихов, которые написаны на арамейском языке.
Тексты Мишны первоначально существовали только в устной форме и передавались от учителя к ученику. Самые древние из них относятся к периоду правления Хасмонеев. Источниками Мишны служили воспоминания очевидцев (в основном в трактатах, посвящённых богослужению в Храме); толкование заповедей Торы, содержащееся, в основном, в галахических мидрашах; решения раввинских судов, выступающие в качестве прецедентов. В I—II веках н. э. всё это стали сводить в сборники галахических постановлений; особую роль в их систематизации сыграл Рабби Акива, которого называют «отцом Мишны». Он же выдвинул идею о том, что законы, выведенные путём толкования Торы, имеют такую же силу, как и заповеди, содержащиеся в самой Торе, так как и то и другое было сообщено Моисею Богом.
Иехуда ха-Наси, тщательно отобрав имевшийся в его распоряжении материал, составил окончательный, канонический вариант Мишны. В ряде случаев он подвёл итог спорам законоучителей, выведя окончательные постановления по ряду вопросов. Все прочие высказывания раввинов с I века до н. э. до II века н. э. стали таким образом неканоническими — «внешними» (בָּרַיְתָא, бара́йта). Сборники этих высказываний начали формироваться сразу после составления Мишны; один из первых таких сборников — Тосефта — сохранился до нашего времени и включается в стандартное издание Талмуда.
С завершением записи Мишны закончилась эпоха «танаим» и началась эпоха «амораим» — толкователей Мишны. Дальнейшее развитие раввинского законодательства шло по пути составления комментариев к Мишне. Эти комментарии за следующие три столетия были записаны главным образом на арамейском языке и известны как Гемара. Гемара известна также как Вавилонский Талмуд.

## Структура и содержание
Мишна содержит 63 трактата в шести разделах (трактаты подразделяются на главы, а главы — на отдельные законы, каждый из которых называется как и вся книга — «мишна»):
Первоначально состав разделов и порядок следования трактатов не был определён; он имеет некоторые различия в Мишне и в обоих Талмудах (Вавилонском и Иерусалимском). Традиционно считается, что трактатов в Мишне 60, а не 63. Действительно, изначально первые три трактата раздела Незикин составляли один трактат, который из-за большого размера был разбит на три равные части. Трактаты Санхедрин и Макот также представляли собой один трактат, что очевидно ввиду их смыслового единства. В конечном счёте трактаты внутри разделов расположили по принципу уменьшения объёма, который, однако, не всегда соблюдается. Так, в начало первого раздела поместили трактат Брахот, имеющий к основной теме раздела лишь косвенное отношение.
В своём построении Мишна носит следы того, что когда-то это был текст, предназначенный не для записи, а для запоминания. Законы в ней приводятся не в систематическом, а в ассоциативном порядке: так, в трактате Сота, посвящённом испытанию жены, подозреваемой в измене (см. Чис. 5:11—31), после закона о том, на каком языке должен быть написан свиток заклятия, в нескольких главах следует обсуждение о том, на каком языке следует произносить различные молитвы, речи и т. п. Трактаты часто начинаются с легко запоминаемых числовых правил, а заканчиваются описанием какого-либо интересного и поучительного случая или просто запоминающимся высказыванием, не имеющим как бы прямого отношения к исполнению заповеди, но оставляющим свободу толкования и морального вывода изучающему.
Являясь по сути правовым кодексом и руководством к действию в различных областях жизни, Мишна не претендует на полноту нюансов, но любое последующее толкование не может противоречить букве закона. Законы письменной Торы, вокруг которых строится всё содержание и обсуждение определённого трактата, в нём не приводятся полностью: предполагается, что читатель с ними уже хорошо знаком. Некоторые галахические вопросы остаются не решёнными однозначно: приводится только мнение разных раввинов на этот счёт. Таким образом, целью работы составителя была запись полного свода основ религиозных законов, чтобы каждый мог основывать на нём свои действия и решения. Текст Мишны стал каноническим, а дальнейшее толкование положений Мишны пошло по пути её комментирования и разъяснения истоков.

## Комментаторы Мишны
Среди комментариев к Мишне наиболее популярным многие столетия был комментарий рабби Овадия из Бертинуро, которого кратко называют Бартиноро (или Бертинура, Бертинуро). Комментарий Бартиноро охватывает все трактаты Мишны и даёт простой смысл законов в ней написанных. Для этого автор привлекает как обсуждение Мишны Талмудом, так и комментарий Раши к Талмуду.
- раввин Овадия из Бертинуро
- Тосфот Йом тов
- Рамбам (Маймонид)
- «Ор Гадоль»
- рабейну Шимшон из Санса
- Тиферет Исраэль
- Млехет Шломо
- Пинхас Кехати

### Текст
- Трактат «Авот» с новым русским переводом р. Н-З. Рапопорта и избранными комментариями. Изд. Шамир, 1999. Архивировано из оригинала 1 сентября 2009 года.
- Трактат «Псахим» — пер. Йегуда Векслер с комм. Кегати. Изд. Амана. Архивировано из оригинала 15 августа 2009 года.
- Трактат «Мегила» — пер. Йегуда Векслер с комм. Кегати. Изд. Амана. Архивировано из оригинала 18 августа 2009 года.
- Трактат «Сукка» — пер. Йегуда Векслер с комм. Кегати. Изд. Амана. Архивировано из оригинала 20 сентября 2009 года.
- Трактат «Таанит» — пер. Йегуда Векслер с комм. Кегати. Изд. Амана. Архивировано из оригинала 20 сентября 2009 года.
- Трактат «Рош А-шана» — пер. Йегуда Векслер с комм. Кегати. Изд. Амана. Архивировано из оригинала 21 декабря 2009 года.